# Parafia Najświętszej Maryi Panny Częstochowskiej w Mostku
Parafia Najświętszej Maryi Panny Częstochowskiej w Mostku – parafia rzymskokatolicka znajdująca się w diecezji sosnowieckiej, w dekanacie XXIII – Podwyższenia Krzyża Świętego w Wolbromiu.
Została erygowana 18 lipca 1938 przez bp. Czesława Kaczmarka. Pierwszym proboszczem został ks. Jan Pałyga.

## Zasięg parafii
Do parafii należą wierni z miejscowości: Buk, Mostek i Zawadka.